# Propergol liquide
En astronautique, on appelle propergol liquide tout système chimique composé d'un ou plusieurs ergols stockés à l'état liquide pour produire, par décomposition ou par combustion, un mélange gazeux dont la détente à travers une tuyère fournit une force de poussée. De tels propergols ne permettent pas d'atteindre des vitesses très élevées mais offrent une poussée suffisante pendant le temps nécessaire pour s'affranchir de la pesanteur et placer des charges utiles en orbite. Ils sont donc couramment utilisés pour fournir l'impulsion nécessaire au décollage des lanceurs et pour les manœuvrer dans l'espace.

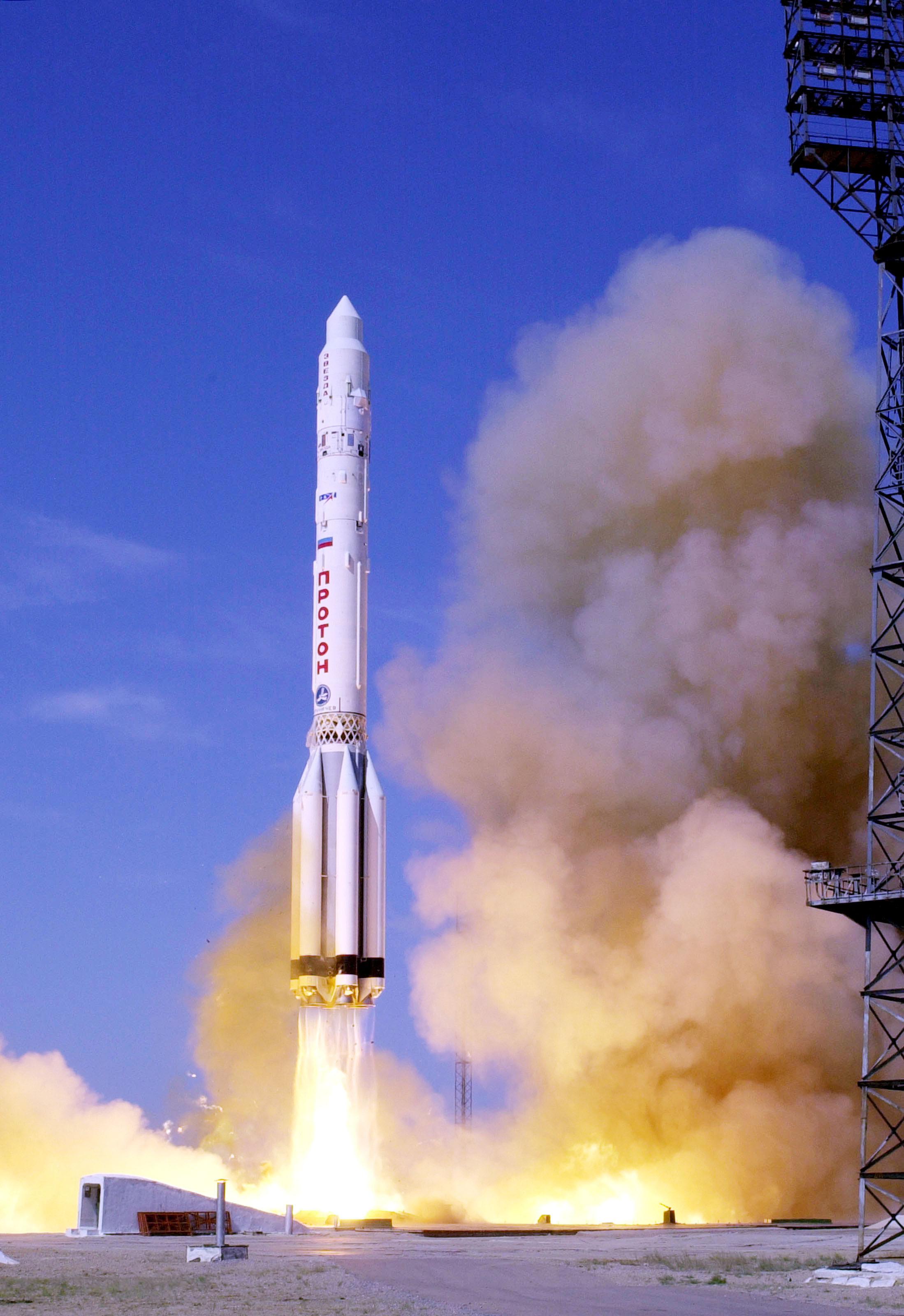
Lanceur russe Proton, propulsé au NTO/UDMH.

## Grandeurs caractérisant un propergol
Ces grandeurs sont introduites dans l'article « Moteur-fusée ».

### Impulsion spécifique
Notée Isp et mesurée en secondes, l'impulsion spécifique indique la durée pendant laquelle une masse d'un kilogramme de propergol peut fournir une force de poussée d'un kilogramme-force, soit 9,806 65 N :
{\displaystyle F_{prop}=g_{0}\cdot {\dot {m}}\cdot I_{sp}}, d'où {\displaystyle I_{sp}={\frac {F_{prop}}{g_{0}\cdot {\dot {m}}}}}
avec :
- Isp l'impulsion spécifique exprimée en secondes
- Fprop la force de poussée du propergol, mesurée en newtons
- g0 l'accélération de la gravité moyenne au niveau du sol (pesanteur normale), soit 9,806 65 m/s2
- {\displaystyle {\dot {m}}} le débit massique d'éjection des gaz d'échappement, mesuré en kilogrammes par seconde

Cette équation souligne que, à poussée égale, l'impulsion spécifique sera d'autant plus élevée que le débit massique sera faible, ce qui signifie qu'on privilégiera des ergols dont les produits de combustion ont une masse molaire faible.
L'impulsion spécifique n'est pas une grandeur absolue d'un propergol, mais dépend des performances du moteur-fusée, et tout particulièrement de la pression atteinte dans la chambre de combustion, qui peut affecter les performances du système de 10 à 15 %. Elle dépend également de la détente des gaz d'échappement dans la tuyère, dont la géométrie doit être optimale pour maximiser la poussée, et elle dépend donc aussi de la pression à l'extérieur de la fusée : l'impulsion spécifique est maximale dans le vide, mais est inférieure de près de 15 % au décollage au niveau de la mer.
Dans la littérature, les valeurs d'impulsion spécifique sont données dans le vide et dans les conditions thermodynamiques idéales, de sorte qu'elles constituent des bornes supérieures auxquelles les valeurs pratiques sont généralement inférieures de 5 à 10 %.

### Vitesse d'éjection des gaz d'échappement
Dans la mesure où le rapport de la force de poussée au débit massique est égal à la vitesse d'éjection des gaz d'échappement, on peut également exprimer l'impulsion spécifique d'un propergol au moyen de la vitesse d'échappement, exprimée en mètres par seconde, selon l'égalité :
{\displaystyle v_{e}={\frac {F_{prop}}{\dot {m}}}=g_{0}\cdot I_{sp}}
avec :
- ve la vitesse d'éjection des gaz d'échappement, exprimée en m/s
- g0 la pesanteur normale, soit 9,806 65 m/s2
- Isp l'impulsion spécifique mesurée en secondes

### Fraction massique du propergol, delta V, densité d'impulsion

#### Fraction massique
On appelle fraction massique du propergol le rapport entre la masse finale du lanceur (après combustion du propergol) et sa masse initiale (avec le propergol avant sa combustion) :
{\displaystyle f_{\mathrm {mass} }\ =\ 1-{\frac {m_{\mathrm {prop} }}{M_{0}}}}
avec :
- {\displaystyle f_{\mathrm {mass} }} la fraction massique du propergol consommé ;
- {\displaystyle m_{\mathrm {prop} }} la masse de propergol consommé, mesurée en kg ;
- {\displaystyle M_{0}} la masse initiale de l'engin spatial (avec le propergol consommé), mesurée en kg.

C'est une grandeur qui dépend à la fois de la conception du lanceur et de la masse volumique du propergol employé.

#### Delta V
Par ailleurs, on désigne couramment par « delta V » le surcroît de vitesse imprimé à un engin spatial par la combustion d'une quantité donnée de propergol. En l'absence de champ de gravité et de frottements, l'équation de Tsiolkowski permet d'exprimer simplement le delta V à partir de la fraction massique du propergol :
{\displaystyle \Delta {v}=v_{e}\cdot \ln \left[{\frac {M_{\mathrm {plein} }}{M_{\mathrm {vide} }}}\right]}
avec :
- Δv la variation de vitesse de l'engin spatial exprimée en m/s
- ve la vitesse d'éjection des gaz d'échappement, mesurée en m/s
- Mplein la masse de l'engin spatial au décollage, mesurée en kg
- Mvide la masse hors propergol de l'engin spatial, mesurée en kg

On voit clairement avec cette expression que, pour maximiser le delta V, il faut :
1. utiliser un propergol qui permette d'éjection des gaz d'échappement à une vitesse ve aussi élevée que possible
2. maximiser le rapport Mplein / Mvide, ce qui signifie :
  - construire un astronef aussi léger que possible
  - utiliser un propergol aussi dense que possible

Le delta V dépend donc à la fois de la masse du véhicule spatial et des qualités intrinsèques (masse volumique et vitesse d'éjection) du propergol utilisé.

#### Densité d'impulsion
La masse volumique apparente du propergol étant une donnée aussi déterminante que son impulsion spécifique, on définit l'impulsion-densité (ou densité d'impulsion) comme le produit de ces deux grandeurs :
{\displaystyle I_{\mathrm {d} }=d_{\mathrm {prop} }\cdot I_{\mathrm {sp} }}
avec :
- Id l'impulsion-densité exprimée en s kg m−3
- dprop la masse volumique apparente du propergol mesurée en kg/m3
- Isp l'impulsion spécifique mesurée en secondes

C'est parfois le couple (Isp, Id) plutôt que le couple (ve, dprop) qui est indiqué dans les tables de valeurs numériques sur les propergols liquides.

## Qualités d'un propergol liquide

### Hypergolique / non-hypergolique
On qualifie d'hypergolique un couple d'ergols qui, lorsqu'ils sont mis en contact l'un avec l'autre, autocatalysent leur propre oxydoréduction : la combustion s'initie spontanément, sans qu'il y ait besoin d'un système d'allumage, ce qui simplifie la réalisation du moteur-fusée. La fiabilité de la propulsion s'en trouve améliorée, car il devient possible de contrôler la poussée à l'aide de deux valves (une par ergol) sans devoir recourir à des systèmes de contrôle d'allumage complexes et fragiles. De plus, la nature même des ergols empêche qu'ils ne s'accumulent sous forme d'un mélange explosif à l'origine de surpressions dommageables au moment de l'allumage (hard start). En contrepartie, de tels hypergols sont généralement dangereux à manipuler en raison de leur grande réactivité chimique.

### Cryogénique / stockable
On qualifie de cryogénique un propergol dont l'un au moins des ergols doit être maintenu à une température inférieure à −150 °C, température à partir de laquelle certains gaz de l'air se condensent à pression ambiante. De tels propergols sont généralement très performants mais ne peuvent être utilisés qu'au décollage depuis la Terre, car ils ne peuvent être maintenus longtemps à la température requise une fois chargés dans le lanceur. C'est tout particulièrement le cas de l'hydrogène liquide, qui commence à s'évaporer dès qu'il est en réservoir.
À l'opposé, les propergols stockables peuvent être maintenus liquides sur de longues périodes de temps sans nécessiter d'installations particulières pour les conserver.

## Développement et utilisation des propergols liquides

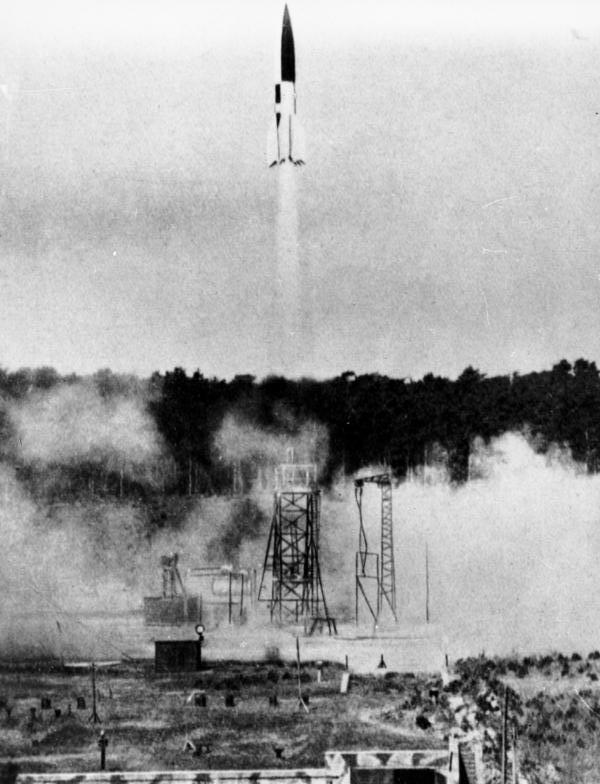
Peenemünde : un V2 quatre secondes après son décollage du pas de tir d'essai VII, été 1943.

### Dans les années 1940
Les bases de l'astronautique ont été jetées par les ingénieurs allemands durant la Seconde Guerre mondiale à travers une série d'innovations techniques supportées par toute une gamme de substances chimiques conventionnellement désignées au moyen d'une lettre, notamment (compositions approximatives en fraction massique) :
- A-Stoff : oxygène O2 liquide (ergol cryogénique utilisé avec le B-Stoff dans les fusées V-2)
- B-Stoff : hydrate d'hydrazine N2H4•H2O ou (75 % éthanol H3C-CH2OH + 25 % eau H2O utilisé avec le A-Stoff dans les fusées V-2)
- C-Stoff : 57 % méthanol CH3OH + 43 % hydrate d'hydrazine N2H4•H2O (utilisé avec le T-Stoff dans le Messerschmitt Me 163B)
- M-Stoff : méthanol CH3OH
- N-Stoff : trifluorure de chlore ClF3
- R-Stoff : 57 % xylidine H2N-C6H3(CH3)2 + 43 % triéthylamine N(CH2CH3)3
- S-Stoff : 90-97 % acide nitrique HNO3 + 3-10 % (acide sulfurique H2SO4 ou perchlorure de fer FeCl3)
- SV-Stoff : (85-90 % acide nitrique HNO3 + 10-15 % acide sulfurique H2SO4) ou (95 % acide nitrique HNO3 + 5 % peroxyde d'azote N2O4)
- T-Stoff : 72-76 % peroxyde d'hydrogène H2O2 + 18-19 % eau H2O + 5-10 % (8-hydroxyquinoléine + phosphate de sodium Na3PO4 + acide phosphorique H3PO4), hypergolique avec le C-Stoff

### Après la Seconde Guerre mondiale

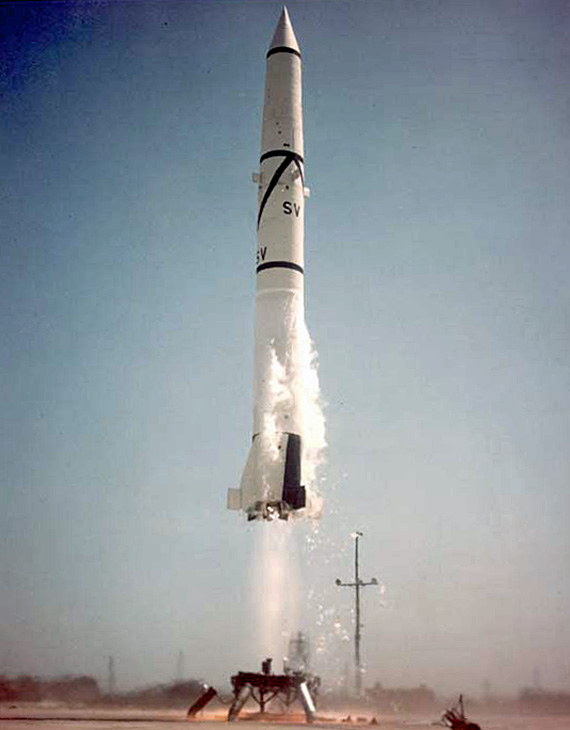
Tir d'un missile américain PGM-11 Redstone (numéro de série 56) à Cap Canaveral, 17 septembre 1958. Comme le Redstone est un dérivé direct du V-2 allemand, il utilise donc comme propergol de l'éthanol éthylique coupé à 25% et de l'oxygène liquide.

Développée notamment au prix de la vie de nombreux prisonniers de guerre, la technologie allemande en matière de propulsion chimique a été reprise dans les années 1950 par les ingénieurs américains et soviétiques, qui expérimentèrent d'autres substances, parfois exotiques, telles que la tétrafluorohydrazine N2F4 avec le pentaborane B5H9.
L'éthanol H3C-CH2OH a été très utilisé, pur ou mélangé avec d'autres combustibles, par les ingénieurs allemands puis alliés dans les années 1940 en raison de sa chaleur latente de vaporisation élevée, qui permettait de l'utiliser pour refroidir les moteurs. Ses performances sont néanmoins inférieures à celles permises par les hydrocarbures, plus denses et plus énergétiques. Le principal obstacle à l'utilisation d'hydrocarbures comme combustible pour fusées était leur mauvais comportement thermique : en passant dans les circuits de refroidissement des moteurs, les fractions les plus lourdes avaient tendance à polymériser et à bloquer les bulles issues de la vaporisation des fractions les plus légères, ce qui finissait par obstruer les circuits.
Ces problèmes ont été résolus au milieu des années 1950, en réduisant sévèrement la teneur en soufre, qui favorise la polymérisation, ainsi que celle en hydrocarbures insaturés (les plus susceptibles de polymériser), tout en privilégiant les alcanes ramifiés et cycliques, plus résistants à la chaleur que les alcanes linéaires. Les espèces recherchées sont de type ladderane en C12. Ceci a conduit au développement du RP-1, Refined Petroleum-1 ou Rocket Propellant-1 selon les versions. Avec le développement de l'industrie pétrolière et des techniques de raffinage, le RP-1 et l'hydrogène liquide se sont imposés depuis comme combustibles de puissance, tandis que l'hydrate d'hydrazine N2H4•H2O (B-Stoff) était remplacé par des formes anhydres méthylées, monométhylhydrazine H2N-NHCH3 (MMH) et diméthylhydrazine asymétrique H2N-N(CH3)2 (UDMH) pour en accroître les performances dans les manœuvres de précision.
Côté oxydant, l'oxygène liquide est resté le comburant des applications de puissance avec le kérosène (RP-1) et l'hydrogène liquide, tandis que les recherches sur le SV-Stoff ont visé à stabiliser l'acide nitrique HNO3 pour limiter les effets nocifs des vapeurs de dioxyde d'azote NO2 abondamment libérées par l'acide nitrique (ces vapeurs sont d'ailleurs la raison pour laquelle HNO3 concentré est appelé acide nitrique fumant, WFNA en anglais, pour White Fuming Nitric Acid). Ceci fut réalisé en diluant HNO3 dans le peroxyde d'azote N2O4, ce qui donnait à l'ensemble une coloration rougeâtre (d'où le nom acide nitrique fumant rouge, RFNA en anglais), tandis que le problème de la corrosion des réservoirs était résolu en ajoutant de l'acide fluorhydrique HF pour passiver la surface intérieure des réservoirs en y déposant une couche de fluorure métallique : c'est ce qu'on appelle l’acide nitrique fumant rouge inhibé, ou IRFNA en anglais.

### Aujourd'hui
On a coutume de distinguer formellement trois types de propergols liquides selon le nombre d'ergols qui les constituent :
1. les monergols (ou monoergols), qui ne sont composés que d'un seul ergol ;
2. les diergols (ou biergols), qui sont composés de deux ergols ;
3. les triergols, qui sont composés de trois ergols.

Cette nomenclature est en fait assez artificielle car la différence fondamentale réside entre les monergols et les autres propergols liquides :
- les monergols fonctionnent sur la base d'une décomposition exothermique catalysée ;
- les autres propergols reposent sur la combustion d'un ou plusieurs carburants dans un ou plusieurs comburants.

#### Hydrazine
L'hydrazine N2H4 est le monergol le plus couramment employé, notamment dans les phases finales de descente des sondes spatiales avant atterrissage sur leur cible : ce fut le cas des landers du programme Viking ainsi que de la mission Phoenix, arrivée sur Mars le 25 mai 2008. La sonde Mars Reconnaissance Orbiter a été mise en orbite avec un réservoir de plus d'une tonne d'hydrazine pour stabiliser sa trajectoire autour de Mars. L'hydrazine se décompose de façon très exothermique sur catalyseur métallique d'iridium sur alumine Al2O3 ou nanofibres de carbone/graphite ou nitrure de molybdène sur l'alumine, qui catalysent les réactions :
1. 3 N2H4 → 4 NH3 + N2
2. N2H4 → N2 + 2 H2
3. 4 NH3 + N2H4 → 3 N2 + 8 H2

Ces réactions dégagent suffisamment d'énergie pour conduire la chambre de combustion à 800 °C en une milliseconde avec un très bon rendement, d'où une impulsion spécifique dans le vide d'environ 220 s.

#### Propergols stockables
Le développement des technologies à propergols stockables a été mené dans un but largement militaire, essentiellement afin de mettre à disposition des arsenaux une batterie de missiles prêts à être tirés dans les délais les plus brefs sur la période de temps la plus longue possible à partir d'installations aussi réduites que possible. La plupart des lanceurs russes et américains à propergols stockables sont ainsi dérivés de missiles balistiques intercontinentaux.

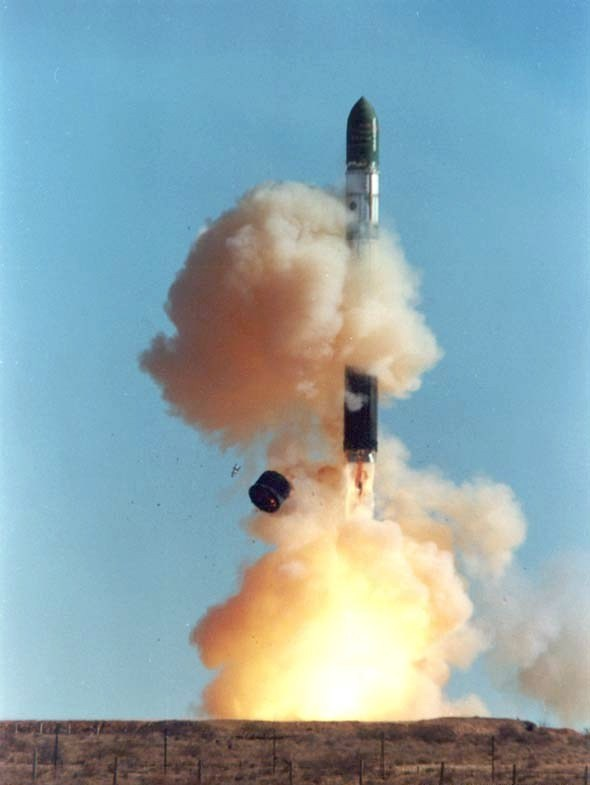
Le lanceur ukraino-russe Dniepr-1, propulsé au NTO/UDMH, a été développé à partir des missiles soviétiques R-36 (SS-18 Satan) reconvertis en lanceurs commerciaux LEO ; il est tiré depuis un silo enterré.

##### Combustibles Aérozine 50, UDMH, UH 25 ou MMH
Le mélange 50 % hydrazine H2N-NH2 + 50 % UDMH H2N-N(CH3)2 est appelé aérozine 50. C'est un combustible développé aux États-Unis dans les années 1950 au départ pour équiper les missiles Titan II, à l'origine de lanceurs à la suite desquels ce carburant a été très employé dans l'astronautique ; il fut notamment à l'honneur dans la mission Apollo 11 pour avoir assuré l'atterrissage puis le décollage du LEM. L'aérozine 50 est un peu moins dense que l'hydrazine pure et a un point d'ébullition un peu moins élevé, mais offre une stabilité et un temps de réponse optimisés avec le NTO (peroxyde d'azote N2O4).
La France avait opté dès les années 1960 pour une propulsion NTO / UDMH avec les fusées Diamant, à l'origine du programme Ariane : lancées depuis Hammaguir (Algérie) jusqu'en 1967, puis à partir du Centre spatial guyanais de Kourou à partir de 1970, les fusées Diamant ont connu trois échecs et neuf succès, dont la mise en orbite du satellite Astérix en 1965 ainsi que de Castor et Pollux en 1975. Afin d'assurer la propulsion du lanceur Ariane 1, le programme Ariane avait opté, dans la continuité des fusées Diamant, pour une propulsion à l'UDMH pure, qui fut en partie à l'origine de l'échec du second lancement de la fusée, en 1980. Après cela, les lanceurs Ariane 2 à Ariane 4 fonctionnèrent avec de l'UH 25, un mélange 75 % UDMH H2N-N(CH3)2 + 25 % hydrate d'hydrazine H2N-NH2•H2O, Ariane 4 devenant l'un des lanceurs les plus fiables au monde, avec un taux de succès de plus de 97 %.
La MMH H2N-NHCH3 s'est par la suite imposée face aux diverses combinaisons d'hydrazine et d'UDMH pour le fonctionnement dans l'espace ; elle est notamment employée dans le système de manœuvre orbital (OMS) de la navette spatiale de la NASA ainsi que dans l'étage à propergol stockable (EPS) d'Ariane 5.
Particulièrement toxiques, ces composés font l'objet de recherches pour les remplacer par des équivalents moins dangereux, par exemple le DMAZ (2-azido-N,N-diméthyléthanamine (CH3)2N–CH2–CH2–N=N+=N−).

##### Oxydant NTO ou MON
Le peroxyde d'azote N2O4, généralement désigné par NTO (pour Nitrogen Tetroxide), est l'oxydant « historique » avec tous ces carburants azotés : il est à la fois hypergolique avec eux, et stockable dans les conditions terrestres. Il est rarement utilisé pur mais mélangé avec du monoxyde d'azote N≡O dans des proportions variables, afin de limiter les effets de la corrosion du NTO, notamment sur les alliages en titane utilisés dans les systèmes de propulsion. Un mélange de x % de N≡O avec (100-x) % de NTO est appelé MON-x (pour Mixed Oxides of Nitrogen), la limite étant le MON-40 ; les Américains utilisent généralement du MON-3, tandis que les Européens semblent préférer le MON-1,3.
Le propergol NTO / aérozine 50 est surtout employé au décollage, les systèmes MON / MMH sont utilisés pour les ajustements orbitaux dans l'espace sur des engins assez gros et pour des périodes d'utilisation de l'ordre de quelques semaines, et l'hydrazine comme monergol reste la solution privilégiée pour le positionnement des engins plus petits tels que des satellites ou des sondes sur des périodes de temps se chiffrant en mois, voire en années.

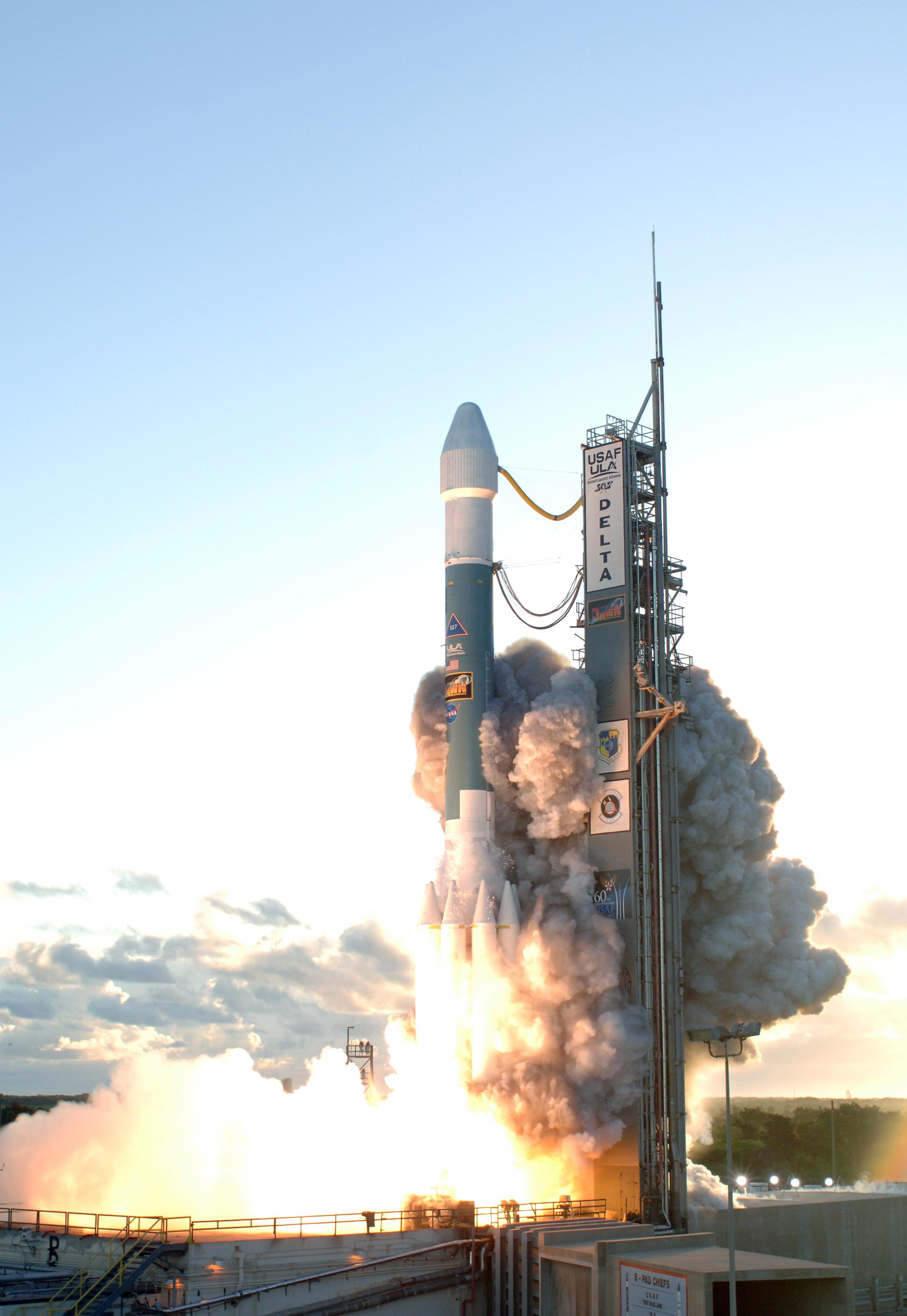
Décollage d'une fusée Delta II emportant la sonde Dawn en septembre 2007.
Propulseurs d'appoint : PCPA solide
- Impulsion spécifique : 278 s
- Poussée : 628.3 kN pour chacun des neuf propulseurs
- Durée : 75 s
1er étage : LOX / RP-1 non-hypergolique cryogénique
- Impulsion spécifique : 302 s
- Poussée : 1054.2 kN
- Durée : 265 s
2e étage : NTO / aérozine 50 hypergolique stockable
- Impulsion spécifique : 319 s
- Poussée : 43.6 kN
- Durée : 431 s.
3e étage (Payload Assist Module facultatif) : PCPA solide
- Impulsion spécifique : 286 s
- Poussée : 66.0 kN
- Durée : 87 s

#### Propergols cryogéniques LOX / RP-1, LH2 ou CH4

##### Propergol LOX / RP-1
Le RP-1 a été largement utilisé aux États-Unis dans les années 1960 et 1970 comme combustible de puissance pour les premiers étages de lanceurs tels que les fusées Atlas, Titan I, Delta, Saturn I et IB, et bien sûr Saturn V, célèbre pour ses lancements du programme Apollo et du laboratoire Skylab. À la fois dense et stockable, optimisé pour les moteurs-fusées, il offre d'excellentes performances au décollage avec l'oxygène liquide, généralement désigné par l'acronyme LOX.
À la différence des propergols azotés, le système LOX / RP-1 n'est pas hypergolique et nécessite donc un système d'allumage dans le moteur pour amorcer la combustion. Il est 8 % moins dense que le système NTO / aérozine 50 mais fournit une impulsion spécifique légèrement supérieure (3 %). Il est surtout bien moins dangereux à manipuler.
Les lanceurs Delta, qui devaient être retirés du service dans les années 1980 au profit des navettes spatiales, ont été remis sur le devant de la scène à la suite de l'explosion de Challenger en 1986, et le Delta II est resté un pilier de l'astronautique américaine jusqu'à la fin des années 2010, avec une impressionnante série de sondes spatiales lancées dans le système solaire ; leur premier étage était propulsé au LOX / RP-1 tandis que le second était propulsé au NTO / aérozine 50. Ces lanceurs furent retirés du service en septembre 2018.

##### Propergol LOX / LH2
L'hydrogène liquide, généralement désigné par l'acronyme LH2, est le plus puissant combustible utilisé avec l'oxygène liquide : son impulsion spécifique est supérieure de près de 30 % à celle du RP-1, mais la masse volumique apparente d'un système LOX / LH2 est inférieure également de près de 30 % à celle d'un système LOX / RP-1. Son utilisation pose donc des problèmes d'encombrement des réservoirs et d'aérodynamisme au décollage, les forces de frottement sur le lanceur pouvant faire perdre l'avantage énergétique procuré par les systèmes à LH2 par rapport aux systèmes à RP-1.
De surcroît, l'hydrogène liquide est une substance particulièrement fugace dont la manipulation implique de tenir compte de forts risques d'explosion, en disposant d'une technologie cryogénique robuste permettant de manipuler un fluide à une température n'excédant jamais 20,28 K, soit −252,87 °C. Enfin, la technologie de liquéfaction de l'hydrogène est coûteuse en énergie et doit gérer le problème de l'isomérie de spin du dihydrogène : à température ambiante, l'orthohydrogène représente 75 % des molécules, proportion qui tombe à 0,21 % à l'état liquide au terme d'une transition exothermique qui tend à réchauffer l'hydrogène une fois liquéfié en accélérant son évaporation.

##### Propergol LOX / CH4
Le méthane liquide présente plusieurs avantages opérationnels qui le rendent compétitif avec l'oxygène liquide par rapport à l'hydrogène liquide malgré une impulsion spécifique théorique d'environ 380 s, contre environ 450 s pour le système LOX / LH2, soit une valeur 16 % inférieure. En effet, les technologies de moteurs-fusées à ergols liquides des années 2020 permettent d'opérer à des pressions plus élevées qui améliorent sensiblement leurs performances, tandis que la liquéfaction du méthane et la manipulation du méthane liquide requièrent des installations moins complexes et moins coûteuses que celles nécessaires pour l'hydrogène liquide, bien plus froid : les intervalles de températures auxquelles ces substances existent à l'état liquide à pression atmosphérique sont de 54 à 90 K pour l'oxygène, 91 à 112 K pour le méthane liquide, mais 14 à 20 K pour l'hydrogène. Cette technologie est développée à travers le moteur Prometheus d'ArianeGroup, le moteur Raptor de SpaceX et le moteur BE-4 de Blue Origin ; des études préliminaires avaient été menées dans les années 2000 par Rocketdyne sur le moteur RS-18 (en) dans le cadre du programme Constellation de la NASA, annulé en 2010.
Autre intérêt du méthane liquide comme ergol combustible, il peut être produit localement sur la planète Mars par une combinaison de réaction de Sabatier et de réaction du gaz à l'eau inverse (RWGS) dans le cadre de technologies d'utilisation des ressources in situ (ISRU),.

#### Autres propergols liquides

##### CLF3 ou CLF5 / N2H4
Le trifluorure de chlore ClF3 et le pentafluorure de chlore ClF5 sont deux oxydants qui ont été étudiés — et développés — pendant la guerre froide en vertu de leur densité élevée, de leur facilité de stockage et des performances avec l'hydrazine. Ce sont néanmoins des composés réellement dangereux à manipuler, qui ont tendance à enflammer la moindre matière oxydable, et qui constituent donc un danger majeur pour tous les intervenants amenés à les manipuler. De surcroît, leurs gaz d'échappement contiennent du fluorure d'hydrogène HF et du chlorure d'hydrogène HCl, particulièrement nocifs pour l'environnement.

##### Triergols
Les triergols ont été étudiés de façon intensive aux États-Unis et en Union Soviétique, sans jamais aboutir à des réalisations concrètes en raison de leur coût prohibitif et surtout des obstacles technologiques à leur mise en œuvre. Les plus connus sont :
- LO2 / LBE + LH2, c'est-à-dire oxygène liquide avec hydrogène liquide dopé au béryllium, rapidement abandonné en raison du coût et de la dangerosité du béryllium et de ses oxydes ;
- NTO / MMH + LBE (puis LAL), c'est-à-dire peroxyde d'azote avec monométhylhydrazine dopée au béryllium (puis à l'aluminium pour des raisons de coût et de toxicité), abandonné malgré tout également en raison de la difficulté à mettre en œuvre une propulsion liquide à partir d'un métal solide ;
- LF2 / LLI + LH2, c'est-à-dire fluor liquide avec lithium liquide et hydrogène liquide, a priori le plus puissant propergol connu mais dont la mise en œuvre nécessiterait de maîtriser ensemble et de sécuriser dans le même engin spatial la technologie des trois ergols les plus exigeants qu'on puisse imaginer.

## Comparaison numérique de propergols liquides

### Données nominales au niveau de la mer
Le tableau déroulant qui suit reproduit un formulaire ASCII[Quoi ?] donnant les principales grandeurs caractérisant un propergol liquide par oxydant et par combustible en détaillant si nécessaire les nuances de proportions dans les mélanges :
Le site http://www.braeunig.us/space/ présente des données similaires.

### Comparaison des données au niveau de la mer et dans le vide
| PSI   | kPa   | coeff |
| ----- | ----- | ----- |
| 1 000 | 6 895 | 1,00  |
| 900   | 6 205 | 0,99  |
| 800   | 5 516 | 0,98  |
| 700   | 4 826 | 0,97  |
| 600   | 4 137 | 0,95  |
| 500   | 3 447 | 0,93  |
| 400   | 2 758 | 0,91  |
| 300   | 2 068 | 0,88  |

Les données du tableau ci-dessous sont issues de l'ouvrage de Huzel & Huang intitulé « Modern Engineering for Design of Liquid-Propellant Rocket Engines », 1992, American Institute of Aeronautics and Astronautics, Washington,  (ISBN 1-56347-013-6) ; on y trouve les résultats publiés par la société Rocketdyne sur la base de calculs menés en supposant une combustion adiabatique, une détente isentropique uniaxiale et l'ajustement continu du rapport de mélange oxydant/combustible en fonction de l'altitude. Ces calculs sont menés pour une pression en chambre de combustion de 1 000 PSI, c'est-à-dire 1 000 « livres par pouce-carré » (Pounds per Square Inch), ce qui correspond, en unités internationales (SI), à 6 894 757 Pa. La vitesse d'éjection aux pressions inférieures peut être estimée en appliquant un coefficient à partir de l'abaque ci-contre.
Les grandeurs reproduites dans ce tableau sont les suivantes :
- ratio, le rapport de mélange (débit massique de l'oxydant sur débit massique du combustible)
- ve, la vitesse d'éjection des gaz d'échappement, exprimée en mètres par seconde
- ρ, la masse volumique apparente du propergol, exprimée en grammes par centimètre cube
- TC, la température d'équilibre dans la chambre de combustion, exprimée en °C
- C*, la vitesse caractéristique[a], exprimée en mètres par seconde

L'intérêt de ce tableau est d'expliciter l'évolution des paramètres entre le décollage et l'arrivée en orbite : à gauche, les valeurs au niveau de la mer ; à droite, les mêmes dans le vide. Il s'agit chaque fois des valeurs nominales calculées pour un système idéal, arrondies en unités SI (les compositions sont exprimées en pourcentages massiques) :
| Oxydant                                              | Réducteur                                            | Hyprg                                             | Cryo                                              | Détente optimale à 6 895 kPa au niveau de la mer | Détente optimale à 6 895 kPa au niveau de la mer | Détente optimale à 6 895 kPa au niveau de la mer | Détente optimale à 6 895 kPa au niveau de la mer | Détente optimale à 6 895 kPa au niveau de la mer | Détente optimale à 6 895 kPa dans le vide | Détente optimale à 6 895 kPa dans le vide | Détente optimale à 6 895 kPa dans le vide | Détente optimale à 6 895 kPa dans le vide | Détente optimale à 6 895 kPa dans le vide |
| Propergols à oxydant cryogénique LOX, LF2 ou FLOX    | Propergols à oxydant cryogénique LOX, LF2 ou FLOX    | Propergols à oxydant cryogénique LOX, LF2 ou FLOX | Propergols à oxydant cryogénique LOX, LF2 ou FLOX | ratio Ox/Red                                     | ve m/s                                           | ρ g/cm3                                          | TC °C                                            | C* m/s                                           | ratio Ox/Red                              | ve m/s                                    | ρ g/cm3                                   | TC °C                                     | C* m/s                                    |
| O2                                                   | H2                                                   | Non                                               | Oui                                               | 4,13                                             | 3 816                                            | 0,29                                             | 2 740                                            | 2 416                                            | 4,83                                      | 4 462                                     | 0,32                                      | 2 978                                     | 2 386                                     |
| O2                                                   | CH4                                                  | Non                                               | Oui                                               | 3,21                                             | 3 034                                            | 0,82                                             | 3 260                                            | 1 857                                            | 3,45                                      | 3 615                                     | 0,83                                      | 3 290                                     | 1 838                                     |
| O2                                                   | C2H6                                                 | Non                                               | Oui                                               | 2,89                                             | 3 006                                            | 0,90                                             | 3 320                                            | 1 840                                            | 3,10                                      | 3 584                                     | 0,91                                      | 3 351                                     | 1 825                                     |
| O2                                                   | RP-1                                                 | Non                                               | Oui                                               | 2,58                                             | 2 941                                            | 1,03                                             | 3 403                                            | 1 799                                            | 2,77                                      | 3 510                                     | 1,03                                      | 3 428                                     | 1 783                                     |
| O2                                                   | N2H4                                                 | Non                                               | Oui                                               | 0,92                                             | 3 065                                            | 1,07                                             | 3 132                                            | 1 892                                            | 0,98                                      | 3 460                                     | 1,07                                      | 3 146                                     | 1 878                                     |
| O2                                                   | B2H6                                                 | Non                                               | Oui                                               | 1,96                                             | 3 351                                            | 0,74                                             | 3 489                                            | 2 041                                            | 2,06                                      | 4 016                                     | 0,75                                      | 3 563                                     | 2 039                                     |
| 70 % O2 + 30 % F2                                    | H2                                                   | Non                                               | Oui                                               | 4,80                                             | 3 871                                            | 0,32                                             | 2 954                                            | 2 453                                            | 5,70                                      | 4 520                                     | 0,36                                      | 3 195                                     | 2 417                                     |
| 70 % O2 + 30 % F2                                    | RP-1                                                 | Non                                               | Oui                                               | 3,01                                             | 3 103                                            | 1,09                                             | 3 665                                            | 1 908                                            | 3,30                                      | 3 697                                     | 1,10                                      | 3 692                                     | 1 889                                     |
| 70 % F2 + 30 % O2                                    | RP-1                                                 | Oui                                               | Oui                                               | 3,84                                             | 3 377                                            | 1,20                                             | 4 361                                            | 2 106                                            | 3,84                                      | 3 955                                     | 1,20                                      | 4 361                                     | 2 104                                     |
| 87,8 % F2 + 12,2 % O2                                | MMH                                                  | Oui                                               | Oui                                               | 2,82                                             | 3 525                                            | 1,24                                             | 4 454                                            | 2 191                                            | 2,83                                      | 4 148                                     | 1,23                                      | 4 453                                     | 2 186                                     |
| F2                                                   | H2                                                   | Oui                                               | Oui                                               | 7,94                                             | 4 036                                            | 0,46                                             | 3 689                                            | 2 556                                            | 9,74                                      | 4 697                                     | 0,52                                      | 3 985                                     | 2 530                                     |
| F2                                                   | 34,8 % Li + 65,2 % H2                                | Oui                                               | Oui                                               | 0,96                                             | 4 256                                            | 0,19                                             | 1 830                                            | 2 680                                            |                                           |                                           |                                           |                                           |                                           |
| F2                                                   | 39,3 % Li + 60,7 % H2                                | Oui                                               | Oui                                               |                                                  |                                                  |                                                  |                                                  |                                                  | 1,08                                      | 5 050                                     | 0,21                                      | 1 974                                     | 2 656                                     |
| F2                                                   | CH4                                                  | Oui                                               | Oui                                               | 4,53                                             | 3 414                                            | 1,03                                             | 3 918                                            | 2 068                                            | 4,74                                      | 4 075                                     | 1,04                                      | 3 933                                     | 2 064                                     |
| F2                                                   | C2H6                                                 | Oui                                               | Oui                                               | 3,68                                             | 3 335                                            | 1,09                                             | 3 914                                            | 2 019                                            | 3,78                                      | 3 987                                     | 1,10                                      | 3 923                                     | 2 014                                     |
| F2                                                   | MMH                                                  | Oui                                               | Oui                                               | 2,39                                             | 3 413                                            | 1,24                                             | 4 074                                            | 2 063                                            | 2,47                                      | 4 071                                     | 1,24                                      | 4 091                                     | 1 987                                     |
| F2                                                   | N2H4                                                 | Oui                                               | Oui                                               | 2,32                                             | 3 580                                            | 1,31                                             | 4 461                                            | 2 219                                            | 2,37                                      | 4 215                                     | 1,31                                      | 4 468                                     | 2 122                                     |
| F2                                                   | NH3                                                  | Oui                                               | Oui                                               | 3,32                                             | 3 531                                            | 1,12                                             | 4 337                                            | 2 194                                            | 3,35                                      | 4 143                                     | 1,12                                      | 4 341                                     | 2 193                                     |
| Propergols cryogéniques à oxydant fluorure d'oxygène | Propergols cryogéniques à oxydant fluorure d'oxygène | Hyprg                                             | Cryo                                              | ratio Ox/Red                                     | ve m/s                                           | ρ g/cm3                                          | TC °C                                            | C* m/s                                           | ratio Ox/Red                              | ve m/s                                    | ρ g/cm3                                   | TC °C                                     | C* m/s                                    |
| OF2                                                  | H2                                                   | Oui                                               | Oui                                               | 5,92                                             | 4 014                                            | 0,39                                             | 3 311                                            | 2 542                                            | 7,37                                      | 4 679                                     | 0,44                                      | 3 587                                     | 2 499                                     |
| OF2                                                  | CH4                                                  | Oui                                               | Oui                                               | 4,94                                             | 3 485                                            | 1,06                                             | 4 157                                            | 2 160                                            | 5,58                                      | 4 131                                     | 1,09                                      | 4 207                                     | 2 139                                     |
| OF2                                                  | C2H6                                                 | Oui                                               | Oui                                               | 3,87                                             | 3 511                                            | 1,13                                             | 4 539                                            | 2 176                                            | 3,86                                      | 4 137                                     | 1,13                                      | 4 538                                     | 2 176                                     |
| OF2                                                  | RP-1                                                 | Oui                                               | Oui                                               | 3,87                                             | 3 424                                            | 1,28                                             | 4 436                                            | 2 132                                            | 3,85                                      | 4 021                                     | 1,28                                      | 4 432                                     | 2 130                                     |
| OF2                                                  | N2H4                                                 | Oui                                               | Oui                                               | 1,51                                             | 3 381                                            | 1,26                                             | 3 769                                            | 2 087                                            | 1,65                                      | 4 008                                     | 1,27                                      | 3 814                                     | 2 081                                     |
| OF2                                                  | MMH                                                  | Oui                                               | Oui                                               | 2,28                                             | 3 427                                            | 1,24                                             | 4 075                                            | 2 119                                            | 2,58                                      | 4 067                                     | 1,26                                      | 4 133                                     | 2 106                                     |
| OF2                                                  | 50,5 % MMH + 29,8 % N2H4 + 19,7 % H2O                | Oui                                               | Oui                                               | 1,75                                             | 3 286                                            | 1,24                                             | 3 726                                            | 2 025                                            | 1,92                                      | 3 908                                     | 1,25                                      | 3 769                                     | 2 018                                     |
| OF2                                                  | B2H6                                                 | Oui                                               | Oui                                               | 3,95                                             | 3 653                                            | 1,01                                             | 4 479                                            | 2 244                                            | 3,98                                      | 4 367                                     | 1,02                                      | 4 486                                     | 2 167                                     |
| Propergols stockables à oxydant azoté                | Propergols stockables à oxydant azoté                | Hyprg                                             | Cryo                                              | ratio Ox/Red                                     | ve m/s                                           | ρ g/cm3                                          | TC °C                                            | C* m/s                                           | ratio Ox/Red                              | ve m/s                                    | ρ g/cm3                                   | TC °C                                     | C* m/s                                    |
| IRFNA IIIa                                           | MMH                                                  | Oui                                               | Non                                               | 2,59                                             | 2 690                                            | 1,27                                             | 2 849                                            | 1 665                                            | 2,71                                      | 3 178                                     | 1,28                                      | 2 841                                     | 1 655                                     |
| IRFNA IIIa                                           | UDMH                                                 | Oui                                               | Non                                               | 3,13                                             | 2 668                                            | 1,26                                             | 2 874                                            | 1 648                                            | 3,31                                      | 3 157                                     | 1,27                                      | 2 864                                     | 1 634                                     |
| IRFNA IIIa                                           | 60 % UDMH + 40 % DETA                                | Oui                                               | Non                                               | 3,26                                             | 2 638                                            | 1,30                                             | 2 848                                            | 1 627                                            | 3,41                                      | 3 123                                     | 1,31                                      | 2 839                                     | 1 617                                     |
| IRFNA IV HDA                                         | MMH                                                  | Oui                                               | Non                                               | 2,43                                             | 2 742                                            | 1,29                                             | 2 953                                            | 1 696                                            | 2,58                                      | 3 242                                     | 1,31                                      | 2 947                                     | 1 680                                     |
| IRFNA IV HDA                                         | UDMH                                                 | Oui                                               | Non                                               | 2,95                                             | 2 719                                            | 1,28                                             | 2 983                                            | 1 676                                            | 3,12                                      | 3 220                                     | 1,29                                      | 2 977                                     | 1 662                                     |
| IRFNA IV HDA                                         | 60 % UDMH + 40 % DETA                                | Oui                                               | Non                                               | 3,06                                             | 2 689                                            | 1,32                                             | 2 903                                            | 1 656                                            | 3,25                                      | 3 187                                     | 1,33                                      | 2 951                                     | 1 641                                     |
| N2O4                                                 | N2H4                                                 | Oui                                               | Non                                               | 1,36                                             | 2 862                                            | 1,21                                             | 2 992                                            | 1 781                                            | 1,42                                      | 3 369                                     | 1,22                                      | 2 993                                     | 1 770                                     |
| N2O4                                                 | MMH                                                  | Oui                                               | Non                                               | 2,17                                             | 2 827                                            | 1,19                                             | 3 122                                            | 1 745                                            | 2,37                                      | 3 347                                     | 1,20                                      | 3 125                                     | 1 724                                     |
| N2O4                                                 | 50 % UDMH + 50 % N2H4                                | Oui                                               | Non                                               | 1,98                                             | 2 831                                            | 1,12                                             | 3 095                                            | 1 747                                            | 2,15                                      | 3 349                                     | 1,20                                      | 3 096                                     | 1 731                                     |
| Propergols stockables à oxydant halogéné             | Propergols stockables à oxydant halogéné             | Hyprg                                             | Cryo                                              | ratio Ox/Red                                     | ve m/s                                           | ρ g/cm3                                          | TC °C                                            | C* m/s                                           | ratio Ox/Red                              | ve m/s                                    | ρ g/cm3                                   | TC °C                                     | C* m/s                                    |
| ClF3                                                 | N2H4                                                 | Oui                                               | Non                                               | 2,81                                             | 2 885                                            | 1,49                                             | 3 650                                            | 1 824                                            | 2,89                                      | 3 356                                     | 1,50                                      | 3 666                                     | 1 822                                     |
| ClF5                                                 | N2H4                                                 | Oui                                               | Non                                               | 2,66                                             | 3 069                                            | 1,47                                             | 3 894                                            | 1 935                                            | 2,71                                      | 3 580                                     | 1,47                                      | 3 905                                     | 1 934                                     |
| ClF5                                                 | MMH                                                  | Oui                                               | Non                                               | 2,82                                             | 2 962                                            | 1,40                                             | 3 577                                            | 1 837                                            | 2,83                                      | 3 488                                     | 1,40                                      | 3 579                                     | 1 837                                     |
| ClF5                                                 | 86 % MMH + 14 % N2H4                                 | Oui                                               | Non                                               | 2,78                                             | 2 971                                            | 1,41                                             | 3 575                                            | 1 844                                            | 2,81                                      | 3 498                                     | 1,41                                      | 3 579                                     | 1 844                                     |